# Lista de autores e obras incluídas no Index Librorum Prohibitorum
Esta é uma lista de autores e obras listadas no Index Librorum Prohibitorum. O Index foi abolido em 14 de junho de 1966 pelo Papa Paulo VI.
Uma lista completa dos autores e textos presentes nas edições subsequentes do Index estão listados na J. Martinez de Bujanda, Index Librorum Prohibitorum, 1600-1966, Genebra, 2002.
Alguns notáveis autores e intelectuais cujas obras são lidas atualmente em universidades de renome mundial e hoje são consideradas como os fundamentos da ciência estão listadas no índice. Por exemplo, Nova Astronomia e Harmonia do Mundo de Kepler foram rapidamente colocados no índice após a sua publicação. Outros exemplos de notáveis intelectuais e figuras religiosas que estavam no Index incluem Martinho Lutero, Jean-Paul Sartre, Voltaire, João Calvino, Jean-Jacques Rousseau, René Descartes, Francis Bacon, Ulrico Zuínglio, Blaise Pascal e Santa Faustina Kowalska.

## Obras listadas unicamente
Os seguintes escritores tiveram algumas de suas obras proibidas pela Igreja Católica Apostólica Romana.
- Libri Carolini, supostamente por Carlos Magno
- Dante Alighieri (apenas o seu Monarchia)
- Montaigne (Essais)[3]
- Descartes (Méditations Métaphysiques et 6 autres livres, 1948)[3]
- La Fontaine (Contes et Nouvelles)[3]
- Pascal (Pensées)[3]
- Montesquieu (Lettres Persanes, 1948; L'Esprit des lois)[3]
- Voltaire (Lettres philosophiques; Histoire des croisades; Cantiques des Cantiques)[3]
- Jean-Jacques Rousseau (Du Contrat Social; La Nouvelle Héloïse)[3]
- Helvétius (De l'Esprit; De l'homme, de ses facultés intellectuelles et de son éducation)[3]
- Casanova (Mémoires)[3]
- Sade (JustineJustine, Juliette)[3]
- Madame de Staël (Corinne ou l'Italie)[3]
- Stendhal (Le Rouge et le noir, 1948)[3]
- Victor Hugo (Notre Dame de Paris; Les Misérables até 1959)[3]
- Gustave Flaubert (Madame Bovary; Salammbô)[3]
- Alexandre Dumas (várias novelas)[3]
- Pierre Larousse (Grand Dictionnaire Universel)[3]

## Obras dos autores listadas por completo
Em alguns casos, de acordo com The Book of Lists por Irving Wallace, Amy Wallace e David Wallechinsky, todas as obras de um escritor em particular foram ao Index: Thomas Hobbes, Émile Zola, Jean-Paul Sartre. Quanto a Baruch de Espinosa, a Igreja colocou todas as suas obras póstumas no Index.
- Rabelais[3]
- Denis Diderot (EncyclopédieEncyclopédie)[3]
- Balzac[3]
- Émile Zola[3]
- Maeterlinck[3]
- Anatole France[3]
- André Gide[3]
- Gregorio Leti
- Jean-Paul Sartre[3]

## Outros
Entre os escritores notáveis da lista estavam Jean Buridan e Laurence Sterne, bem como o sexólogo holandês Theodoor Hendrik van de Velde, autor do Manual de Sexo The Perfect Marriage.
- Joseph Addison
- Francis Bacon
- Simone de Beauvoir
- Cesare Beccaria
- Jeremy Bentham
- Henri Bergson
- George Berkeley
- Thomas Browne
- Giordano Bruno
- João Calvino
- Auguste Comte
- Nicolaus Copernicus
- Jean le Rond d'Alembert
- Erasmus Darwin
- Daniel Defoe
- Alexandre Dumas, pai
- Alexandre Dumas, filho
- Desiderius Erasmus
- Johannes Scotus Eriugena
- Frederico II da Prússia
- Galileo Galilei
- Edward Gibbon
- Vincenzo Gioberti
- Graham Greene
- Heinrich Heine
- Thomas Hobbes
- David Hume
- Cornelius Jansen
- Adam F. Kollár[4]
- Nikos Kazantzakis
- Johannes Kepler
- Hughes Felicité Robert de Lamennais
- John Locke
- Martinho Lutero
- Niccolò Machiavelli
- Maimonides
- Nicolas Malebranche
- Jules Michelet
- John Stuart Mill[5]
- John Milton
- Ernest Renan
- George Sand
- Jonathan Swift
- Miguel de Unamuno
- Maria Valtorta
- Theodoor Hendrik van de Velde
- Gerard Walschap
- Huldrych Zwingli